# Calyptotheca triangula
Calyptotheca triangula is een mosdiertjessoort uit de familie van de Lanceoporidae. De wetenschappelijke naam van de soort is, als Schizoporella triangula, voor het eerst geldig gepubliceerd in 1881 door Hincks.